# Blasco de Alagón
Blasco de Alagón (antes de 1190-1240/42), hijo de Artal II de Alagón y su esposa Toda Romeu, fue un noble aragonés que vivió en el siglo XIII, conquistador de Morella, capitán general del Reino de Valencia. La literatura genealógica le llama el Grande para distinguirle de otros descendientes suyos de igual nombre.

## Orígenes familiares
Hijo de Artal II de Alagón y de Toda Romeu, nació alrededor de 1190 o antes, pues en 1214 ya aparece con su hijo Artal.

## Nupcias y descendencia
Se casó con Margelina de Baucis. De este matrimonio nacieron:
- Artal III de Alagón, quien se casó con Eva de Urrea en 1234[4]
- Constanza de Alagón, esposa de Guillermo III de Anglesola

## Biografía

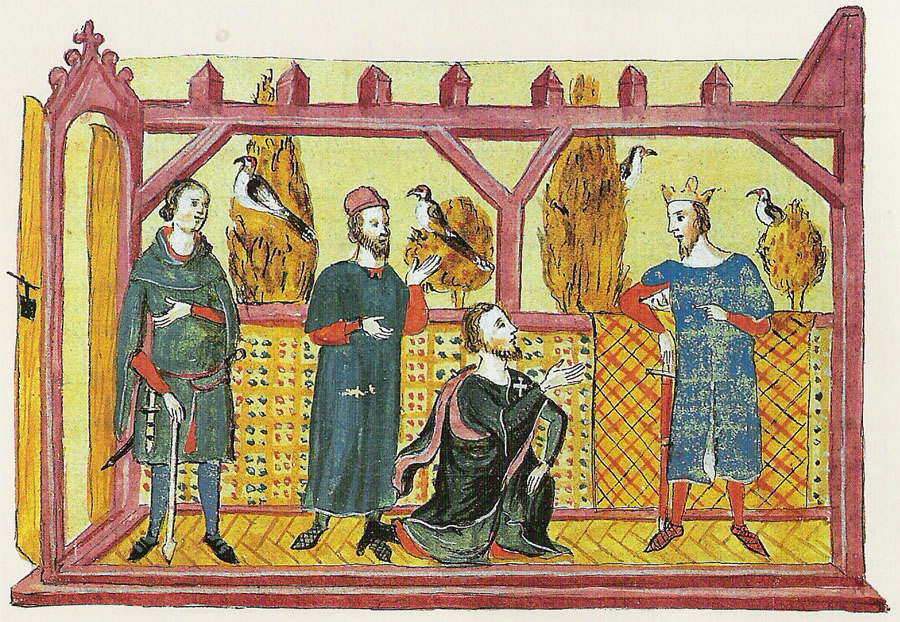
Un serviente, Blasco I d'Alagón y Hugo de Folcalquier (arrodillado) proponen la Conquista de Valencia al rey Jaime I de Aragón, en una miniatura del Llibre dels fets.

En 1213 Blasco de Alagón participó en la batalla de Muret, donde murió el rey Pedro II de Aragón. En 1216, en el bando de Fernando de Aragón, participó en el homenaje que le hicieron a Jaime I en Monzón.
Durante las revueltas nobiliarias contra Jaime I se mantuvo fiel al rey. En la primera revuelta, en 1220, el mayordomo de Aragón, Pedro Fernández de Azagra, se colocó contra el rey, y Blasco de Alagón obtuvo la mayordomía (1220-1221), cargo que ostentó en la boda de Jaime I, celebrada en 1221. 
En 1225 participó en el frustrado asedio de Peñíscola.
Su actuación en defensa del rey destaca en la traición de Pedro de Ahones y otros nobles en la villa de Alagón en 1224, cuando el rey fue hecho prisionero y trasladado a Zaragoza. 
Estuvo presente junto al rey cuando se produjo la trágica muerte de Pedro de Ahones en 1226 que desencadenó una sublevación nobiliaria de Aragón encabezada por Fernando de Aragón en la que la monarquía acabó imponiéndose a la nobleza y se plasmó en la Concordia de Alcalá.  Blasco de Alagón se alineó fielmente junto al rey durante la decisiva guerra civil. 
El 14 de julio de 1226 el rey le concedió todos los castillos y las villas que pudiera conquistar en tierras sarracenas. En 1227 le fue pignorado el castillo y la villa de Alcaine, que con el tiempo quedó a su plena posesión.
En 1227 estalló una guerra civil en el reino musulmán de Valencia. Finalmente Zayyan se alzó como rey de Valencia y destronó al señor almohade Zayd Abu Zayd quien vio reducida su influencia a Segorbe. En 1229 se reconoció vasallo de Jaime I y este, a su vez, le dejó en feudo todos los territorios que este conquistase. Entre 1230 y 1232 Blasco de Alagón estuvo al servicio de Abu Zayd, según algunas fuentes desterrado, pero según otras fue mandado por el propio rey para ayudar a su nuevo vasallo.
Durante el verano de 1232 el rey se reunió en Alcañiz con el maestre de la orden del Hospital, Hugo de Folcalquier, consejeros reales y Blasco de Alagón, donde se preparó la conquista de Valencia. Desde su conocimiento del territorio sarraceno, aconsejó el rey a iniciar su conquista por Burriana. 
El 26 de octubre de 1232, Blasco conquistó la estratégica población de Morella, al norte de Castellón. Pero el rey le reclamó la posición, pese a la promesa hecha por su fidelidad. Para forzar al noble aragonés, las tropas reales conquistaron la población de Ares, muy próxima a Morella, cortando las líneas de suministro de la ciudad. Desde el punto de vista del rey, Morella era una plaza, tan fuerte que no podía especular dejando una guarnición ajena, prefería poseerla y con una guarnición de las tropas reales. Aunque después se la entregó en feudo. Para compensarle, en 1233 le entregó la villa de Sástago, su señorío y María de Huerva.. Sus descendientes fueron condes de Sástago.
El 1233 participó la conquista de Culla y en el sitio de Burriana.
Fue responsable, entre otros, de la repoblación de las comarcas valencianas del Maestrazgo y los Ports, con la fundación de Vilafranca y Albocàsser.
Desde 1217, cuando Blasco de Alagón acompañó a Jaime I a Zaragoza a la salida de Monzón, hasta el año 1236, en que por última vez se encontró junto al rey en Monzón, fueron casi veinte años de servicio. Fue entonces, su hijo Artal quien le sustituyó y acompañó al rey en la conquista de Valencia, hasta su muerte en la primavera de 1239 durante un ataque contra el castillo de Sax.

## Testamento y Muerte
Don Blasco de Alagón hizo su testamento en 1239, cuando su salud comenzó a declinar:

Aquesta es carta de destinamiento que fago yo, don Blasco d'Alagón, en la villa de Maria, en mia enfermedat (…) e priego a don Pedro Sessé, como buen cuñado e leal amigo, que rienda los castiellos e las heredades avantditas a dona Constança, mia filia, e a Blasco, mío nieto. (Traducción: Este es mi testamento escrito por mí, don Blasco de Alagón, escrita en la villa de María, debilitado por la enfermedad (...) Pido Don Pedro Sessé, mi cuñado y amigo leal, que entregue mis castillos y mis propiedades conociaos a Doña Constancia, mi hija, y Blasco, mi pequeño nieto

Y murió, poco después, entre 1240 y 1242.
| Predecesor: Artal II de Alagón | Señor de Alagón c.a.1213 – c.a. 1241 | Sucesor: Blasco II de Alagón |

## Descendiente famoso
Un descendiente suyo con el mismo nombre (hijo de Artal de Alagón) fue capitán general y lugarteniente de Calabria durante el reinado de Jaime II, así como contrario a la Paz de Anagni (1295), muriendo en 1301 en el transcurso del sitio de Mesina mientras combatía en favor de Federico II de Sicilia.